# Герб Кривого Рога

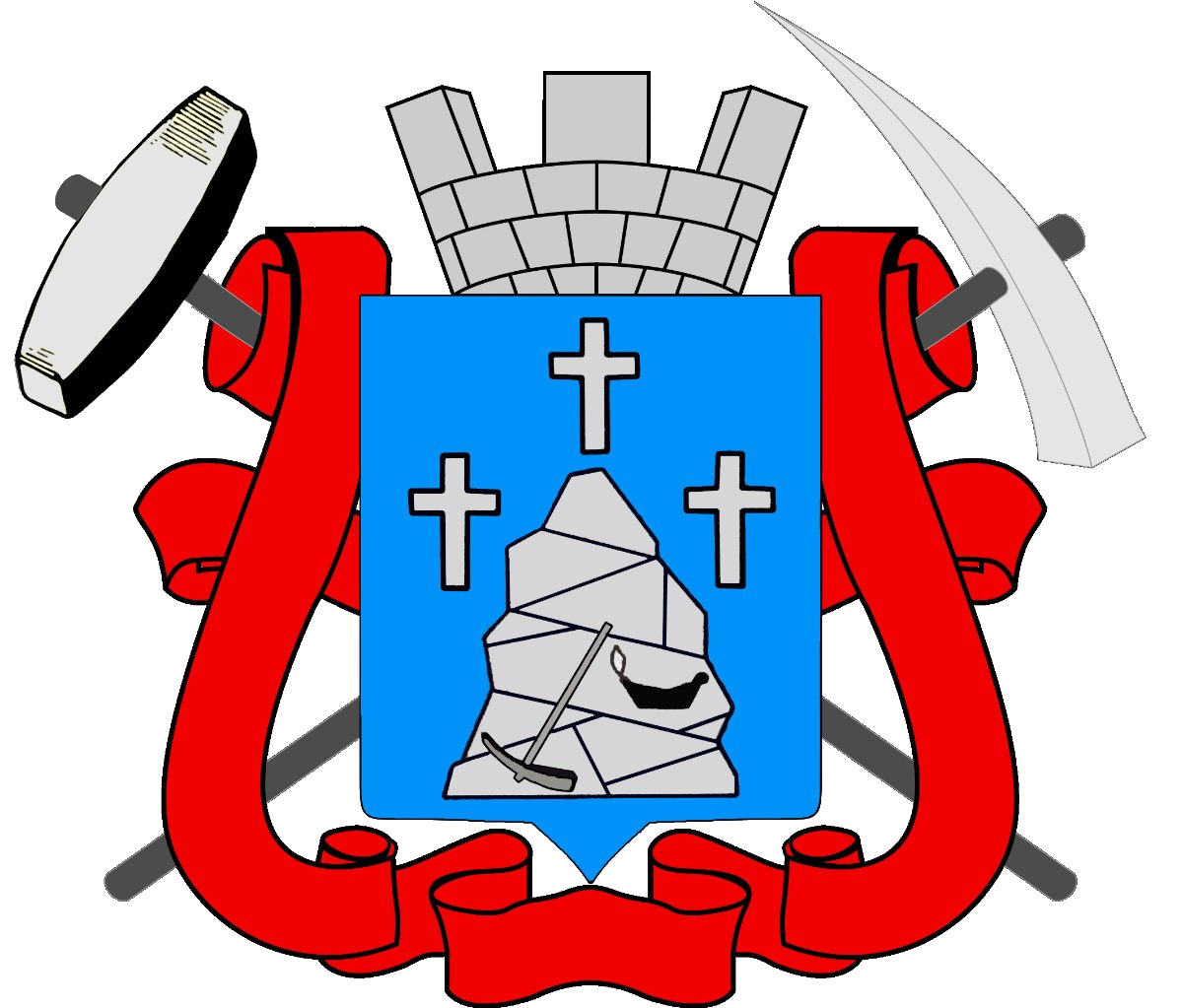
Герб 1912 года

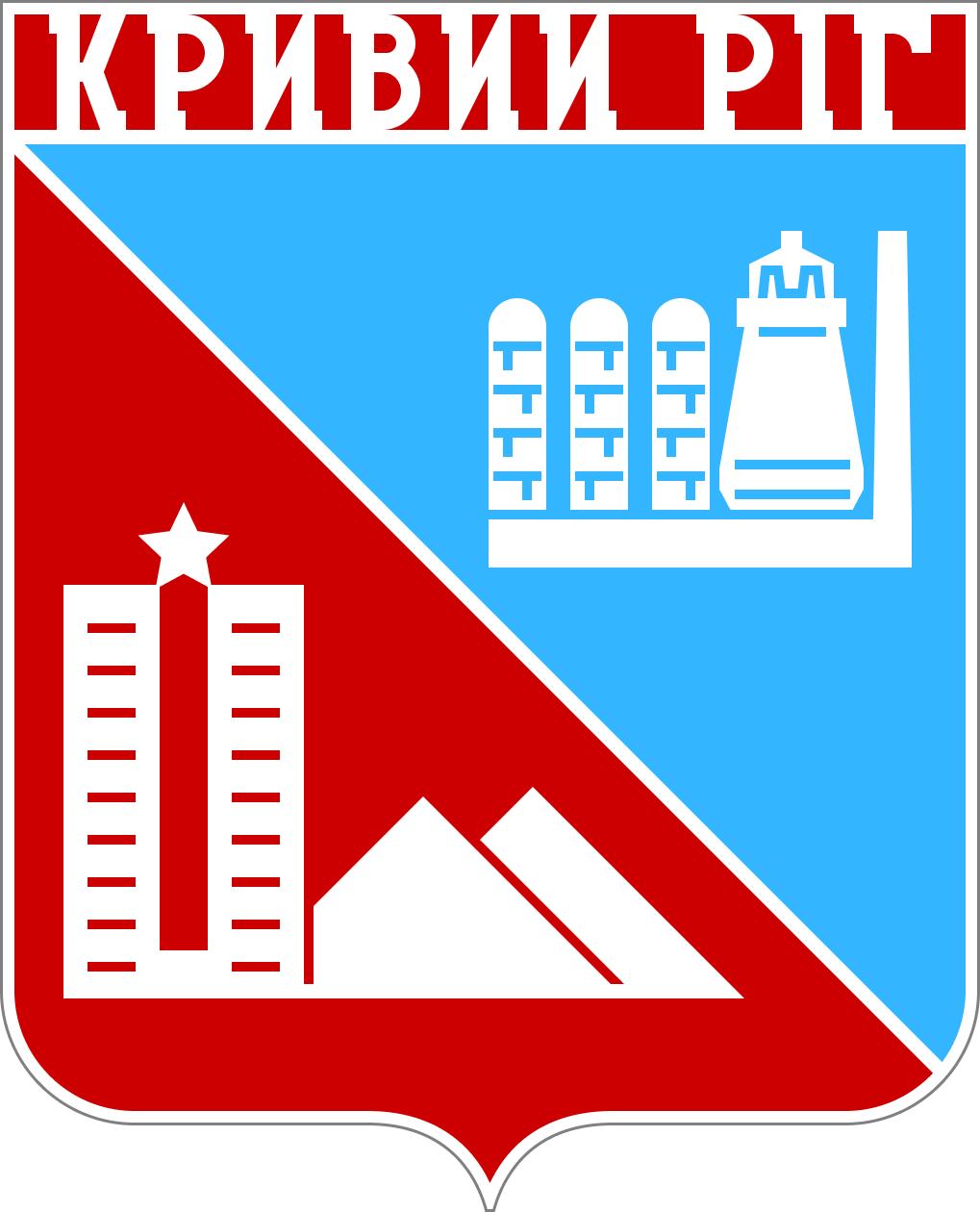
Герб 1972 года

Герб Кривого Рога (укр. Герб Кривого Рогу) — официальный геральдический символ города Кривой Рог Днепропетровской области Украины, утверждённый 20 мая 1998 года.

## История

### Первый герб
Первый герб города был принят земским собранием в 1912 году, но официально так и не утвердился. Его реконструкция публиковалась в сборнике «Кривой Рогъ в открытках, документах, фотографиях». 

### Герб советского времени
Утверждён в 1972 году. Французский геральдический щит делён по диагонали слева направо, сверху вниз между лазурным и красным. В левой, красной части — серебряные шахтные копры с рудными конусами, в правой, лазурной части — серебряный химический комбинат. Вверху, на красном фоне — серебряное название города на украинском языке. Автор герба — известный криворожский художник и скульптор Александр Васякин.

## Современный герб
Эскиз герба утверждён решением № 240 Криворожского городского совета народных депутатов XXII созыва от 18 марта 1998 года. Утверждён 20 мая 1998 года решением № 30 II сессии XXIII созыва. Положение о гербе — решением № 903 от 28 февраля 2007 года.

### Авторы
- Дабижа М. К. — заместитель председателя горисполкома по вопросам образования и культуры;
- Бакальцев В. М. — архитектор, главный художник города, член Союза архитекторов Украины;
- Седнева С. А. — художница, член Городского художественного совета, член Союза художников Украины;
- Токарь В. И. — художник, главный редактор художественной газеты «Арт-Ателье», член Союза художников Украины.

### Описание
Испанский геральдический щит делённый пополам по вертикали на зелёный и красный цвета. На щите расположены две фигуры — украшенная казацкая пороховница в серебре, расположенная в нижней части, и золотой дубовый трилистник с двумя желудями в золоте над ней. Щит вписан в декоративный картуш, увенчанный городской короной.
Казацкая пороховница изготовленная из рога указывает на название города, легенду об основателе города казаке Роге и другую версию — образование мыса (рога) при слиянии рек Ингулец и Саксагань, а также на прошлое края — до 1775 года территория принадлежала Запорожской Сечи. Пороховница говорит о большом потенциале и возможностях города, подразумевая народную пословицу «Есть ещё порох в пороховницах!» и напоминая о призыве «Держи порох сухим!».
Золотой дубовый трилистник с двумя желудями — символ силы, прочности, богатства, глубоких корней и духовного возрождения. Он символизирует прошлое, настоящее и будущее, их неразрывную связь, а как живая природная форма — постоянное развитие и обновление. Зелёный цвет означает достаток, волю, надежду, радость; красный — храбрость и добродетели, любовь, мужество, великодушие; золотой — богатство, силу, верность; серебряный — чистоту помыслов и деяний.